# Itame crocearia
Itame crocearia là một loài bướm đêm trong họ Geometridae.